# Dužina (rostliny)

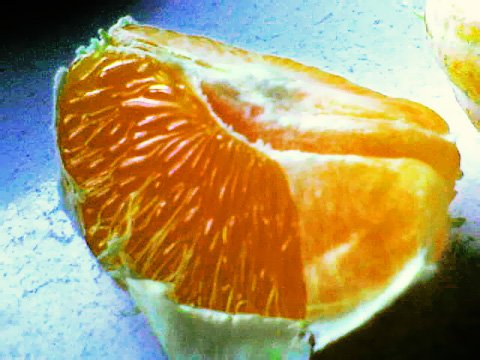
Dužina pomeranče

Dužina (též dužnina, původem ze základu "duh" [opakem je neduh]; pojem dužina se užívá převážně v publicistice, případně v beletrii, pojem dužnina převážně v oborové literatuře biologické a pomologické)[zdroj?] je měkká vnitřní část plodu rostlin, skrytá pod slupkou. Úkolem dužiny je vytvořit vhodné prostředí pro semena. Dužina společně se semeny často tvoří plody – ovoce.
Dužina bývá často jedlá a chutná. Zvířata, která se dužinou živí, pomáhají roznášet semena rostliny na velké vzdálenosti (zoochorie).